# New York State Thruway
La New York State Thruway (ufficialmente la Governor Thomas E. Dewey Thruway e colloquialmente "the Thruway") è un sistema di strade a pedaggio che si estende su 569,83 miglia ovvero 917,05 chilometri nello stato americano di New York. È gestito dalla New York State Thruway Authority (NYSTA), una società di pubblica utilità dello Stato di New York. Il tracciato principale di 496 miglia è un'autostrada che si estende dalla città di New York a Yonkers fino al confine di stato della Pennsylvania a Ripley con le numerazioni I-87 e I-90 attraverso Albany, Syracuse, e Buffalo. Secondo l'"International Bridge, Tunnel and Turnpike Association", la Thruway è la quinta strada a pedaggio più trafficata negli Stati Uniti. La strada a pedaggio è anche una strada importante per il tragitto a lunga distanza che collega le città di Toronto e Buffalo con Boston e New York City.

## Storia
Già nel 1949 fu proposta un'autostrada a pedaggio che collegasse le principali città dello stato di New York e che sarebbe diventata parte di una più ampia rete autostradale nazionale. L'anno successivo, il Parlamento dello Stato di New York approvò il Thruway Authority Act creando la New York State Thruway Authority (NYSTA), un ente pubblico indipendente, con il compito di costruire e gestire la Thruway. Il progetto doveva essere finanziato tramite obbligazioni sui pedaggi e autoliquidarsi mediante la ricezione di pedaggi, affitti, concessioni e altre entrate. L'atto prevedeva inoltre che la NYSTA adottasse un sistema ibrido di pedaggio, con pedaggi alle barriere riscossi nelle aree urbane e biglietti a lunga percorrenza emessi nelle aree rurali.
La prima sezione della Thruway, un tratto di 115 miglia da Lowell a Rochester, fu inaugurata il 24 giugno 1954. Altre sezioni della linea principale di 426 miglia (686 km) tra Buffalo e il Bronx furono completate e aperte tra il 1954 e il 1955. L'ultimo segmento, da Yonkers a sud al Bronx, fu completato il 31 agosto 1956. Il costo totale fu di 600 milioni di dollari (equivalenti a 4,97 miliardi di dollari nel 2022), finanziati dalla vendita di 972 milioni di dollari in obbligazioni (equivalenti a 8,05 miliardi di dollari nel 2022). All'epoca era la strada a pedaggio più lunga del mondo. Nel 1957, la linea principale fu estesa per 70 miglia (113 km) a ovest da Buffalo lungo il lago Erie fino al confine di stato della Pennsylvania.
Dal 1957 al 1960 furono costruiti diversi tratti di strada per collegare la strada alle autostrade negli stati adiacenti. Questi includono il Berkshire Connector (26 maggio 1959), che si collega alla Massachusetts Turnpike, la New England Thruway (31 ottobre 1958) e la Cross Westchester Expressway (1 dicembre 1960), che si collegano entrambe alla Connecticut Turnpike, e la Niagara Thruway (30 luglio 1959), che si collega alla Queen Elizabeth Way canadese tramite un valico di frontiera vicino alle Cascate del Niagara. La Thruway si collega anche direttamente alla Garden State Parkway a pedaggio del New Jersey, che alla fine si collega alla New Jersey Turnpike, che fa parte di un sistema stradale a pedaggio che collega New York City e Chicago che utilizza anche autostrade a pedaggio in Pennsylvania, Ohio e Indiana.
Il 14 agosto 1957, il segmento della tragitto principale tra il confine con la Pennsylvania e la Adirondack Northway ad Albany divenne parte della I-90 mentre le porzioni dalla Northway sud a Newburgh e da Elmsford sud fino al confine di New York City furono incluse nella I-87. Tra Elmsford e Newburgh, la I-87 seguiva la I-287, quella che ora è la I-684, e la I-84. Al suo completamento, anche il Berkshire Connector a est della US 9 divenne parte della I-90, creando un divario nella designazione I-90 intorno ad Albany fino al completamento dell'autostrada Albany-Schodack, lunga 20 miglia (32 km), nel primi anni '70, che non fa parte del sistema Thruway. L'intera New England Thruway divenne infine parte della I-95 al completamento, mentre la Niagara Thruway divenne la I-90N nel 1957 quando fu costruita attraverso il centro di Buffalo, e successivamente la I-190 nel 1959 al completamento. La sezione Elmsford-Suffern del tracciato principale fu designata come parte della I-287 dopo il completamento della Cross Westchester Expressway (anche I-287) nel 1960. L'ultima sezione del tracciato principale a ricevere una designazione, da Suffern a Newburgh, ne ricevette finalmente una il 1 gennaio 1970, quando la I-87 fu riallineata per seguire la Thruway per tutta la sua lunghezza a sud di Albany e l'ex porzione della I-87. tra White Plains e Brewster divenne la I-684.
L'autostrada era inizialmente caratteristica in quanto la segnaletica originale utilizzava sfondi blu scuro, lo stesso colore blu mostrato sulla bandiera dello stato di New York. Nel corso del tempo, questi segnali furono sostituiti con quelli su sfondo verde approvati dalla Federal Highway Administration (FHWA).